# Bum Bum (canción de Kat DeLuna)
Bum Bum es una canción de la artista dominicana Kat DeLuna en colaboración con el estadounidense Trey Songz y aparecerá en el próximo y tercer álbum de DeLuna titulado Viva Out Loud. La canción fue escrita por DeLuna, Songz y Sam Hock y está producido por A-Wall.
La canción contiene un sample de Bam Bam de la artista de dancehall jamaicana Sister Nancy y una interpretación de la letra de It Wasn't Me del artista jamaicano-americano de reggae Shaggy.

## Composición
Bum Bum representa un cambio importante de paso para la reina del club con sus ritmos lentos, tropicales y la colaboración explícita de Trey Songz. En el verso de apertura de la canción tenemos DeLuna cantando «If you wanna love me, you gotta do it right» por encima de una trompentas. «Cause every queen needs a king that wants her body all day and night».